# Phalaenopsis reichenbachiana
Phalaenopsis reichenbachiana (возможные русские названия: фаленопсис Райхенбаха, или фаленопсис реихенбахиана) — эпифитное трявянистое растение семейства Орхидные, или Ятрышниковые (Orchidaceae).
Вид не имеет устоявшегося русского названия, в русскоязычных источниках используется научное название Phalaenopsis reichenbachiana.

## Синонимы
- Phalaenopsis sumatrana var. kimballiana Rchb.f (1888)
- Phalaenopsis kimballiana Gower (1888)
- Polychilos reichenbachiana (Rchb.f. & Sander) Shim (1982)

## Природныевариации
- Phalaenopsis reichenbachiana var.alba

## История описания иэтимология
Этот вид в 1881 г. открыл известный коллекционер орхидей Михолиц. 
 Растение названо в честь известного ботаника, профессора Генриха Густава Райхенбаха. 

Дополнительная информация — The orchid review N°152 august 1905.

## Биологическое описание
Моноподиальный эпифит средних размеров.

Стебель короткий, скрыт основаниями листьев.
Корни гладкие, толстые, хорошо развитые. 

Листья толстые, продолговато-овальные, дугообразные, на концах заостренные, длиной 15-37 см, шириной около 7 см.

Цветоносы простые, иногда ветвящиеся, прямостоящие или наклоненные, длиной 25-45 см.

Цветки 4-5 см, восковой текстуры, аромат слабый, не увядают около месяца. Лепестки светлые, слегка зеленоватые или желтоватые. Испещрены тонкими частыми горизонтальными красно-коричневыми полосками, колонка белая.
 Губа пурпурная или фиолетовая с желто-оранжевым пятном. 

От Phalaenopsis fasciata отличается деталями строения цветка.

## Ареал, экологические особенности
Филиппины (Лузон, Бохоль и Минданао). 
На стволах и ветвях деревьев во влажных лесах. 
Особенности экологии этого вида сходны с Phalaenopsis violacea. 

В местах естественного произрастания значительных сезонных температурных колебаний нет. Круглый год дневная температура 27-33°С, ночная 19-24°С. 
 Относительная влажность воздуха 80—90 %. 
 С мая по ноябрь среднемесячное количество осадков 120—400 мм, с декабря по апрель 10-50 мм.

Относится к числу охраняемых видов (второе приложение CITES).

## В культуре
В культуре редок. 
 Температурная группа — теплая. Для нормального цветения обязателен перепад температур день/ночь в 5-8°С.
Освещение — тень, полутень.
Общая информация о агротехнике в статье Фаленопсис.
В гибридизации практически не используется.

## Первичныегибриды(грексы)
- Mariechan Bach — mariae х reichenbachiana (W. W. G. Moir) 2004